# Conus unifasciatus
Espèce
Statut de conservation UICN

 EN B1ab(iii)+2ab(iii) : En danger
Conus unifasciatus est une espèce de mollusques gastéropodes marins de la famille des Conidae.
Comme toutes les espèces du genre Conus, ces escargots sont prédateurs et venimeux. Ils sont capables de « piquer » les humains et doivent donc être manipulés avec précaution, voire pas du tout.

## Description
La taille de la coquille varie entre 22 mm et 37 mm. La coquille a la forme générale de Californiconus californicus. Sa couleur est chocolat, avec une bande brun jaunâtre assez large juste en dessous de l'épaule. 

## Distribution
Cette espèce est présente dans l'océan Atlantique au large de l'Afrique de l'Ouest et du Sénégal.

### Niveau de risque d’extinction de l’espèce
Selon l'analyse de l'UICN réalisée en 2011 pour la définition du niveau de risque d'extinction, l'espèce se trouve près de la ville de Dakar, où l'espèce est présente dans les environs de la ville avec la pollution marine associée provenant du port et des usines ainsi que les perturbations causées par la navigation. La taille des spécimens prélevés a diminué au cours des 15 dernières années et les populations de l'espèce sont probablement en train de diminuer. Dans le sud, les perturbations proviennent des activités de loisirs associées aux complexes touristiques. L'espèce est donc évaluée comme étant en danger B1ab(iii)+2ab(iii).

## Taxonomie

### Publication originale
L'espèce Conus unifasciatus a été décrite pour la première fois en 1850 par le zoologiste français Louis Charles Kiener dans « Spécies général et iconographie des coquilles vivantes Vol 2 »,.

### Synonymes
- Conus (Lautoconus) unifasciatus Kiener, 1850 · non accepté
- Lautoconus unifasciatus (Kiener, 1850) · non accepté
- Varioconus unifasciatus (Kiener, 1850) · appellation alternative